# Francisco Varallo
Francisco Antonio Varallo (La Plata, 5 februari 1910 – aldaar, 30 augustus 2010), met de bijnaam Pancho, was een Argentijnse voetballer die speelde voor het Argentijns voetbalelftal van 1930 tot 1937. Bij zijn dood was hij de laatst overlevende speler van het wereldkampioenschap voetbal 1930. In 1931 werd hij getransfereerd naar CA Boca Juniors waar hij speelde tot in 1939. Hij was daar jarenlang clubtopscorer met 194 doelpunten in 222 wedstrijden. In de Argentijnse competitie staat hij op de vierde plaats in de lijst van topschutters.